# Campylopus wheeleri
Campylopus wheeleri là một loài Rêu trong họ Dicranaceae. Loài này được (Müll. Hal.) Hampe ex Paris mô tả khoa học đầu tiên năm 1900.